# Frank Sinatra Sings for Only the Lonely
Frank Sinatra Sings for Only the Lonely, também conhecido como Sings for Only the Lonely ou simplesmente Only the Lonely, é um álbum do cantor estadunidense Frank Sinatra, lançado em setembro de 1958, quando Frank tinha 42 anos.
O álbum consiste de uma coleção de baladas melancólicas e doloridas que falam sobre tristeza e perda. À época da gravação, o divórcio de Frank Sinatra e Ava Gardner havia sido finalizado, e o arranjador do álbum, Nelson Riddle, havia recentemente sofrido com a perda de sua mãe e sua filha. Sobre tais eventos, Riddle ressaltou "se eu pudesse associar tudo isso a música... talvez Only the Lonely fosse o resultado".
Frank Sinatra planejava gravar Only the Lonely com o arranjador Gordon Jenkins, com quem ele havia trabalhado em Where Are You? em 1957, um outro álbum de baladas. Entretanto, como ele não estava disponível na ocasião das gravações, Frank escolheu seu frequente colaborador, Nelson Riddle. As três faixas conduzidas por Riddle na primeira sessão não foram usadas, e as sessões subsequentes foram conduzidas por Felix Slatkin, após Riddle sair em turnê com Nat King Cole.
De acordo com o livro Sinatra: An American Classic, de John Rockwell, quando perguntado em uma festa em meados da década de 1970 se ele tinha um álbum favorito, Frank citou Only the Lonely sem hesitar. John Rockwell descreve pormenorizadamente sobre a performance de Frank na última faixa, "One for My Baby (and One More for the Road)", de Harold Arlen e Johnny Mercer, que também foi o acompanhamento musical para os balés de Sinatra da coreógrafa Twyla Tharp.
A capa do álbum é adornada com um retrato do rosto de Sinatra como um palhaço, pintado por Nicholas Volpe; a contracapa traz outro tema visual recorrente de Sinatra, um poste de luminária. A revista Q colocou Only the Lonely como o primeiro entre os "15 Maiores Álbuns de Todos os Tempos para se Embriagar".
Only the Lonely atingiu o primeiro lugar na Billboard e atingiu a certificação de disco de ouro em 21 de junho de 1962, cerca de quatro anos após seu lançamento.

## Faixas
| Lado A |                            |                              |         |  |
| N.º    | Título                     | Música                       | Duração |  |
| 1.     | "Only the Lonely"          | Sammy Cahn, Jimmy Van Heusen | 4:10    |  |
| 2.     | "Angel Eyes"               | Matt Dennis, Earl Brent      | 3:46    |  |
| 3.     | "What's New"               | Bob Haggart, Johnny Burke    | 5:13    |  |
| 4.     | "It's a Lonesome Old Town" | Harry Tobias, Charles Kisco  | 4:18    |  |
| 5.     | "Willow Weep for Me"       | Ann Ronell                   | 4:49    |  |
| 6.     | "Good-Bye"                 | Gordon Jenkins               | 5:45    |  |

| Lado B |                                               |                              |         |  |
| N.º    | Título                                        | Música                       | Duração |  |
| 1.     | "Blues in the Night"                          | Harold Arlen, Johnny Mercer  | 4:44    |  |
| 2.     | "Guess I'll Hang My Tears Out to Dry"         | Sammy Cahn, Jule Styne       | 4:00    |  |
| 3.     | "Ebb Tide"                                    | Robert Maxwell, Carl Sigman  | 3:18    |  |
| 4.     | "Spring Is Here"                              | Richard Rodgers, Lorenz Hart | 4:47    |  |
| 5.     | "Gone With the Wind"                          | Allie Wrubel, Herb Magidson  | 5:15    |  |
| 6.     | "One for My Baby (and One More for the Road)" | Harold Arlen, Johnny Mercer  | 4:23    |  |

| Bônus do CD de 1987 |                 |                                         |         |  |
| N.º                 | Título          | Música                                  | Duração |  |
| 7.                  | "Sleep Warm"    | Lew Spence, Marylin Keith, Alan Bergman | 2:45    |  |
| 8.                  | "Where or When" | Richard Rodgers, Lorenz Hart            | 2:25    |  |

## Participações
- Nelson Riddle – arranjos
- Felix Slatkin – condutor
- Bill Miller – piano
- Gus Bivona – saxofone alto